# Le Compositeur toqué
Le Compositeur toqué és una pel·lícula muda de Georges Méliès estrenada el 1905 a l'inici del cinema mut. Actualment existeix una còpia a la George Eastman House.

## Sinopsi
Mr. Tape Dur intenta compondre una peça al piano. No pot i s'adorm. Aleshores apareix la Musa de la Música i el porta al paradís de la música. Quan es desperta, el Sr. Tape Dur està tan deprimit que es suïcida xocant contra el seu piano. (Tiré du scénario Méliès)